# Byth
Byth Rok è un criminale della DC Comics, e un nemico ricorrente dell'Hawkman della Silver Age. Fu creato da Gardner Fox e Joe Kubert, e comparve per la prima volta in The Brave and the Bold n. 34, nella storia "Creature of a Thousand Shapes" (febbraio-marzo 1961).

## Storia
Sul pianeta alieno di Thanagar, uno scienziato di nome Krotan sviluppò una pillola che avrebbe potenziato la mente così che potesse controllare la formazione molecolare del corpo. Non appena stava per ingoiarla, un ladro di nome Byth lo assalì e ingoiò la pillola al posto suo. Subito, Byth si trasformò in uccello e volò via (tramite nave spaziale) per commettere altri crimini su altri pianeti. Katar Hol e sua moglie Shayera individuarono il suo razzo sulla Terra.